# Фотодинамічний ефект
Фотодинамічний ефект (англ. photodynamic effect, рос. фотодинамический эффект) — пошкодження біологічних структур та їх функцій під дією світла певними пігментами або барвниками (фотосенсибілізаторами) в присутності кисню.  
Проявляється на різних рівнях біосистеми. В основі ефекту лежать реакції фотоокислення біологічно важливих речовин у структурах клітин завдяки зв'язуванню з ними барвників.  
До барвників, що спричинюють цей ефект, належать ксантини, акридини, тіазини, рибофлавіни, деякі порфірини тощо. При фотодинамічному ефекті порушується проникність плазматичних мембран, спостерігаються лізогенні і мутагенні ефекти, хромосомні перебудови, гальмування фотосинтезу (при відсутності каротиноїдних пігментів), синтезу нуклеїнових кислот і білків тощо.